# Ив Монтан
Ив Монта́н (фр. Yves Montand [iv mɔ̃ˈtɑ̃], настоящее имя Иво Ливи (итал. Ivo Livi), 13 октября 1921 — 9 ноября 1991) — французский певец-шансонье и актёр.

## Биография

### Ранние годы
Иво Ливи родился 13 октября 1921 года в итальянском городке Монсуммано-Терме (область Тоскана). Он был младшим из трёх детей Джузеппины и Джованни Ливи. Отец Иво был убеждённым коммунистом, мать же была глубоко верующей католичкой. Вскоре после прихода к власти в стране фашистов семья переехала во Францию: первоначально планировалось эмигрировать в США, но возникли проблемы с получением виз, и Ливи в итоге обосновались в Марселе. В 1929 они получили французское гражданство.
В юности Монтан работал сначала в парикмахерской сестры, затем рабочим в доке. Свою артистическую карьеру он начал как певец в кинотеатрах, клубах и мюзик-холлах. В качестве творческого псевдонима выбрал сочетание «Ив Монтан» (Ив — французская форма имени Иво). Как он объяснял сам, история этого псевдонима связана с тем, что когда он был ребёнком, мать звала его домой, смешивая итальянские и французские слова: «Ivo, monta! (Иво, поднимайся!)».
Впервые вышел на сцену под этим псевдонимом в 17 лет. В 1944 году во время выступления Монтана в театре-кабаре Мулен Руж в Париже его замечает Эдит Пиаф. На некоторое время Монтан, который был младше Пиаф на 6 лет, становится её любовником, а она — его наставницей. Пиаф занимается его репертуаром и просит своих соавторов написать ему несколько песен. Они вместе выступают на эстраде до 1946 года, когда Пиаф порывает с Монтаном.

### Эстрада
В конце 1940-х годов Монтан знакомится с музыкантами, которые станут его друзьями и соавторами: пианистом Бобом Кастелла, гитаристом Анри Кролла и поэтом-исполнителем Франсисом Лемарком. Кролла знакомит Монтана с поэтом Жаком Превером. Стихи Превера станут основой репертуара Монтана на много лет и прославят его (Les Feuilles mortes, Barbara).
В 1956 году Монтан гастролирует по СССР на протяжении полутора месяцев.
В молодости Монтан культивировал образ «поющего пролетария»: частые герои его песен — дальнобойщик, солдат, сезонный рабочий, боксёр.
Ив Монтан известен как исполнитель, целиком раскрывавший свой многогранный талант на сцене — будь то мюзик-холл или площадка телевидения. Огромным успехом пользовались его one-man show на Бродвее. Последняя серия его концертов прошла в 1981 году в престижном парижском зале «Олимпия».
Ив Монтан стал первым в мире певцом, телевизионное выступление которого транслировалось через спутник. Это произошло 10 июля 1962 года, во время первой пробной трансляции со спутника Telstar. Во время этой трансляции, организованной американцами, французы без предупреждения передали на спутник свой сигнал (едва не спровоцировав дипломатический скандал), и американские телезрители вдруг увидели на своих экранах Ива Монтана.

### Кинокарьера
В 1946 году Монтан сыграл главную мужскую роль в фильме «Врата ночи» Марселя Карне по сценарию Жака Превера. Тем не менее, его игра не вызвала доверия публики. Образ, созданный в триллере «Плата за страх», был более убедительным. В 1960—1970-е годы возмужавший Монтан по-настоящему раскрывается как актёр (фильмы Коста-Гавраса и Клода Соте). Вместе с тем он уделяет заметно меньше внимания песне.
Монтан также снимался в кино в Европе и Америке: в частности, в фильме «Займёмся любовью», где его партнёршей была Мэрилин Монро.

### Личная жизнь
В августе 1949 году в Сен-Поль-де-Ванс Монтан повстречал Симону Синьоре и влюбился в неё. Вскоре Симона оставила своего первого мужа Ива Аллегре и в декабре 1951 года вышла замуж за Монтана. Свадьба была сыграна в отеле «Золотая голубка», расположенном в коммуне Сен-Поль-де-Ванс на Лазурном берегу. Вместе супруги неоднократно выступали как партнёры по сцене и съёмочной площадке. Пара Монтан — Синьоре была очень популярна и не сходила с обложек журналов.
В 1985 году Синьоре умерла. В 1986 году, во время съёмок фильма «Жан де Флоретт», Монтан завёл роман со своей секретаршей Кароль Амьель (фр. Carole Amiel), нанятой несколькими годами ранее для планировавшегося турне. Амьель стала матерью его единственного ребёнка, в 1988 году у них родился сын Валентин. Сначала Монтан отрицал своё отцовство, но, видя негативную реакцию французской прессы, изменил позицию.
Известны многие романы Монтана с женщинами. Например, случившийся у него в 1960 году с Мэрилин Монро на съёмках в Голливуде совместного фильма «Займёмся любовью». Бурный роман разворачивался прямо на глазах у жены — Симоны Синьоре, которая присутствовала на съёмках и была старше Монро. Монтан тогда даже собирался остаться с Монро, однако оценив свои профессиональные перспективы в США, решил отказаться от этой затеи. После неожиданной кончины Монро в 1962 году Монтан отказался давать какие-либо комментарии.
В ноябре 1997 года, через шесть лет после смерти певца, его бывшая коллега по съёмочной площадке 1974 года Анна-Жильберта Дроссар (Anne-Gilberte Drossart) стала доказывать, что Монтан является отцом её дочери Авроры. Дело дошло до суда, где интересы Дроссар представлял адвокат Жильбер Коллар (Gilbert Collard), впоследствии ставший одним из ведущих членов праворадикальной партии Национальный фронт. Вопреки мнению общественности, друзей покойного певца и протестам министра здравоохранения Бернара Кушнера, суд постановил вскрыть могилу и провести генетический анализ ДНК останков. «Тест на отцовство» дал отрицательный результат.

### Обстоятельства смерти

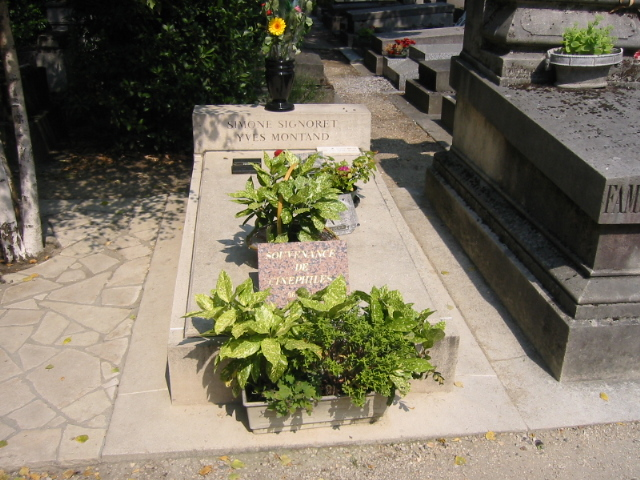
Могила Симоны Синьоре и Ива Монтана на парижском кладбище Пер-Лашез

Ив Монтан умер 9 ноября 1991 года во время съёмок фильма «IP5». Режиссёр и съёмочная группа заставили его сделать несколько дублей сцены захода в ледяное озеро и купания в нём в плохую погоду, не позаботившись о тёплой одежде и согревании артиста между дублями. Результатом стало воспаление лёгких.
В своём интервью режиссёр Жан-Жак Бенекс так описал произошедшее: «[Он] умер на съёмочной площадке фильма „IP5: Остров толстокожих“… В самый последний съёмочный день, после своего самого последнего кадра. Это была самая последняя ночь, и мы занимались пересъёмками дублей. Он закончил то, что делал, а затем просто умер. А фильм повествует о старике, который умирает от сердечного приступа, — о том же самом, что произошло!» В действительности Ив Монтан умер днём позже в больнице городка Санлис от инфаркта, вызванного пневмонией.
Ив Монтан похоронен на парижском кладбище Пер-Лашез рядом с Симоной Синьоре.

## Политические убеждения
Будучи выходцем из рабочей семьи, в молодости Монтан придерживался левых взглядов, что импонировало советским властям и способствовало его популярности в СССР. В 1950 году Монтан подписывает инициированное французской компартией Стокгольмское воззвание о запрещении ядерного оружия, участвует в других акциях с позиций, близких коммунистическим.
Во время политического кризиса в Венгрии в 1956 году Монтан, вопреки протестам многих коллег, принимает решение ехать с ранее намеченными гастролями в СССР. Французская общественность подвергла его резкой критике, но в СССР актёру оказали радушный приём.
Ив Монтан пользовался в Советском Союзе огромной популярностью. Ему посвящена песня «Когда поёт далёкий друг» («Задумчивый голос Монтана звучит на короткой волне…»), написанная Борисом Мокроусовым на стихи Якова Хелемского и исполнявшаяся Марком Бернесом.
В 1963 году Монтан с Симоной Синьоре во второй раз посещают Москву, участвуя в Московском международном кинофестивале.
В 1970 году Монтан вместе с Синьоре снялся в фильме режиссёра Коста-Гавраса, творческое сотрудничество с которым началось ещё в 1960-е годы, «Признание» — о событиях 1948 и 1968 года в Чехословакии. Неприятие Монтаном внешней политики Советского Союза, в частности, ввода войск стран Варшавского договора в Чехословакию в 1968 году, стало причиной официального охлаждения к нему со стороны СССР, вплоть до запрета передачи его записей по радио и ТВ и изъятия его пластинок из каталога фирмы «Мелодия». Был отложен выпуск в прокат (до 1975 года) фильма «Жить, чтобы жить» с его участием, дублированного в 1969 году. В советской печати в 1980-е годы даже писали о том, что Ив Монтан якобы кардинально изменил своим былым убеждениям и выступает теперь с позиций либерализма.
За всю свою жизнь он никогда не состоял ни в одной партии.

## Дискография
- 1953 — Récital au théâtre de l'Etoile
- 1955 — Chansons populaires de France
- 1958 — Dix chansons pour l'été
- 1958 — Récital Etoile 1958
- 1960 — Dansez avec Yves Montand
- 1962 — Montand chante Prévert
- 1962 — Récital Etoile 1962
- 1964 — Le Paris de … Montand — Sony Music Entertainment (France) S.A.
- 1967 — Montand 7
- 1974 — Montand de Mons Temps
- 1980 — Montand d'hier et d'aujourd'hui
- 1981 — Olympia 1981
- 1993 — Les années Odéon 1945-1958 (9CD) — бокс-сет с ранними записями, сделанными на лейбле Odéon.

## Фильмография
- 1946 — Звезда без света / Étoile sans lumière
- 1946 — Врата ночи / Les Portes de la nuit
- 1947 — Идол / L'Idole
- 1950 — Потерянные сувениры / Souvenirs perdus
- 1951 — Красная таверна / L’Auberge rouge
- 1952 — Париж всегда поёт! / Paris chante toujours !
- 1953 — Плата за страх / Le Salaire de la peur
- 1954 — Наши времена / Tempi nostri
- 1955 — Герои устали / Les héros sont fatigués
- 1955 — Наполеон: Путь к вершине / Napoléon Саши Гитри — маршал Лефевр
- 1955 — Ночная Маргарита / Marguerite de la nuit
- 1956 — Люди и волки / Uomini e lupi
- 1956 — Одно утро как другие / Un matin comme les autres
- 1957 — Роза ветров / Die Windrose
- 1957 — Салемские колдуньи / Les Sorcières de Salem
- 1957 — Большая голубая дорога / La grande strada azzurra
- 1958 — Первое мая / Premier mai
- 1959 — Закон / La Loi
- 1959 — Джанго Рейнхарт / Django Reinhardt
- 1960 — Займёмся любовью / Le Milliardaire (Let’s Make Love)
- 1961 — Прибежище / Sanctuaire
- 1961 — Любите ли вы Брамса? / Aimez-vous Brahms? (Goodbye Again)
- 1962 — Моя гейша / Ma Geisha
- 1965 — Убийцы в спальных вагонах / Compartiment tueurs
- 1966 — Война окончена / La guerre est finie
- 1966 — Горит ли Париж? / Paris brûle-t-il? Рене Клемана
- 1966 — Большой приз
- 1967 — Жить, чтобы жить / Vivre pour vivre
- 1968 — Однажды вечером в поезде / Un soir, un train
- 1969 — Мистер Фридом / M. Liberté
- 1969 — Дзета / Z
- 1969 — Дьявола за хвост / Le Diable par la queue
- 1970 — Признание / L’Aveu
- 1970 — В ясный день увидишь вечность / On a Clear Day You Can See Forever
- 1970 — Красный круг / Le Cercle rouge
- 1971 — Мания величия / La Folie des grandeurs
- 1972 — Всё в порядке / Tout va bien
- 1972 — Сезар и Розали / César et Rosalie
- 1973 — Сын / Le Fils
- 1973 — Осадное положение / État de siège
- 1974 — Одиночество певца / La Solitude du chanteur de fond
- 1974 — Случайность и насилие / Le Hasard et la violence
- 1974 — Венсан, Франсуа, Поль и другие / Vincent, François, Paul… et les autres
- 1975 — Специальный отдел / Section spéciale
- 1975 — Дикарь / Le Sauvage
- 1976 — Пистолет «Питон 357» / Police Python 357
- 1977 — Суперплут / Le Grand escogriffe
- 1977 — Угроза / La Menace
- 1978 — Дорога на юг / Les Routes du sud
- 1979 — Свет женщины / Clair de femme
- 1979 — И… как Икар / I… comme Icare
- 1981 — Выбор оружия / Le Choix des armes
- 1982 — Весь — огонь, весь — пламя / Tout feu, tout flamme
- 1983 — Официант / Garçon !
- 1986 — Жан де Флоретт / Jean de Florette
- 1986 — Манон с источника / Manon des sources (продолжение «Жана де Флоретт»)
- 1988 — Три билета на 26-е / Trois places pour le 26
- 1991 — Возвращение Нечаева / Netchaïev est de retour
- 1992 — ИП 5: остров толстокожих / IP5 : L'île aux pachydermes